# Tunezyjska Partia Robotnicza
Tunezyjska Partia Robotnicza (dawniej Tunezyjska Robotnicza Partia Komunistyczna) (arab. حزب العمال الشيوعي التونسي, PCOT) – tunezyjska komunistyczna partia polityczna o programie czerpiącym głównie z hodżyzmu. Założona 3 stycznia 1986 roku. Sekretarzem generalnym partii jest Hamma Hammami. Partia była częścią zróżnicowanej opozycji demokratycznej opowiadającej się przeciw rządom prezydenta ibn Alego, pod rządami którego zaciekle zwalczana. 
W wyborach parlamentarnych, które odbyły się w październiku 2011 roku, uzyskała 3 mandaty poselskie. 